# Monteroni d’Arbia
Monteroni d’Arbia ist eine italienische Gemeinde der Provinz Siena in der Region Toskana mit 9039 Einwohnern (Stand 31. Dezember 2023).

## Geografie

Lage von Monteroni d’Arbia in der Provinz Siena

Der Ort erstreckt sich über 105 km². Er liegt etwa 13 km südöstlich der Provinzhauptstadt Siena und ca. 60 km südöstlich der Regionalhauptstadt Florenz in der Landschaft Crete Senesi. Monteroni liegt in der klimatischen Einordnung italienischer Gemeinden in der Zone D, 1 621 GG.
Die wichtigsten Flüsse im Gemeindegebiet sind der Arbia (13 km im Gemeindegebiet), der Biena (5 km), der Sorra (17 km), der Stile (7 km) und der Tressa (4 km).
Zu seinen Ortsteilen zählen Lucignano d’Arbia, Le More, Cuna, Grotti, Ponte a Tressa, Ponte d’Arbia, Quinciano, Radi (Radi di Creta) und Ville di Corsano.
Die Nachbargemeinden sind Asciano, Buonconvento, Murlo, Siena und Sovicille.

## Geschichte
Der Name stammt vom Hügel Monte Roni und liegt am Fluss Arbia. Der Ortskern entstand um die 1322 errichtete Mühlenfestung herum und war im Mittelalter eng an Santa Maria della Scala und Siena gebunden, in dessen Einflussbereich er bis 1554 blieb. In diesem Jahr zerstörte der Marchese di Marigiano den Ort im Konflikt von Florenz und Siena. Monteroni d’Arbia war danach lange Zeit unter der Verwaltung des Stadtvogts von Buonconvento. In der Zeit Napoleons wurde 1810 die Gemeinde konstruiert.

## Sehenswürdigkeiten

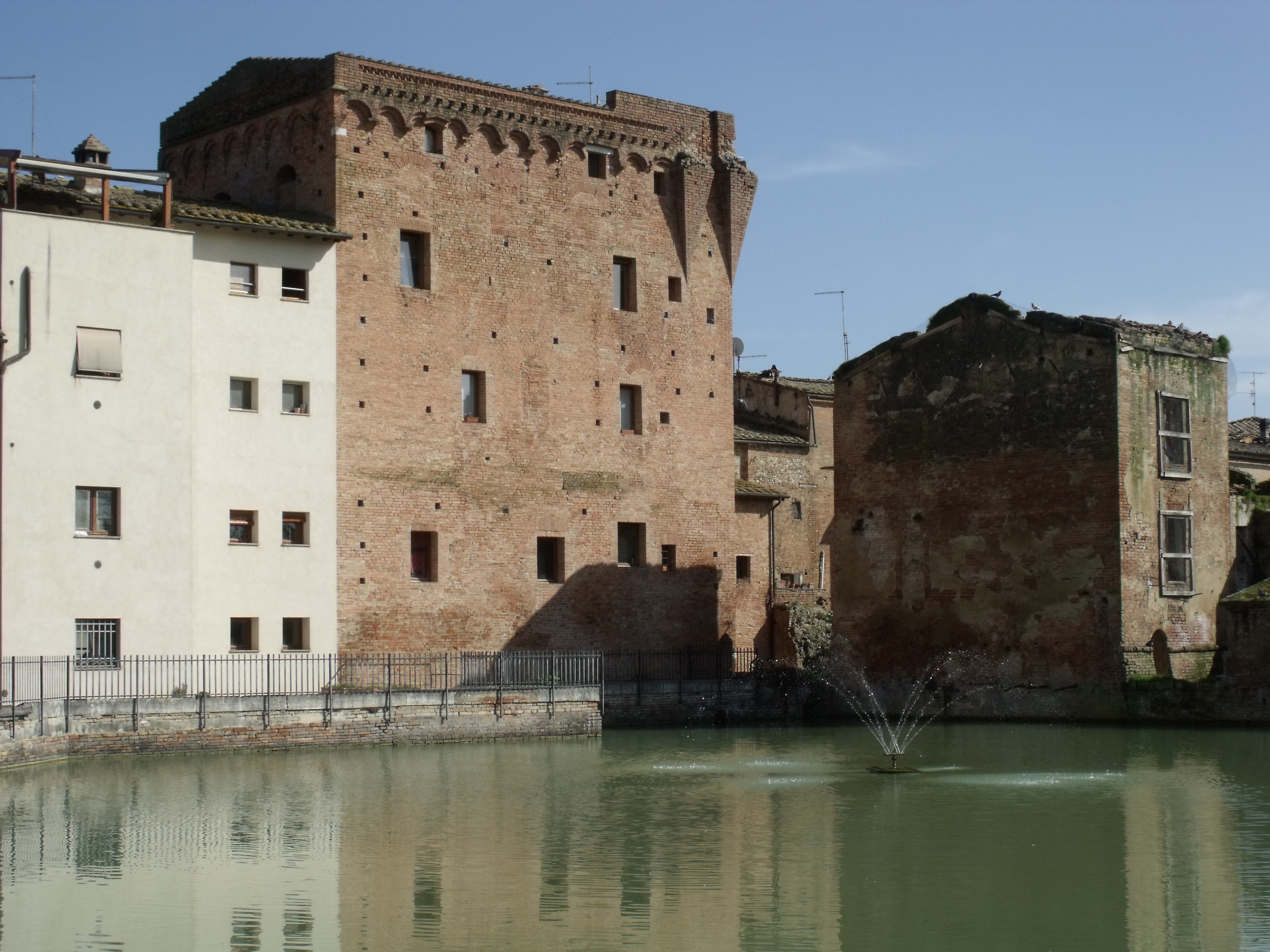
Befestigte Mühle von Santa Maria della Scala im Ortszentrum von Monteroni d’Arbia

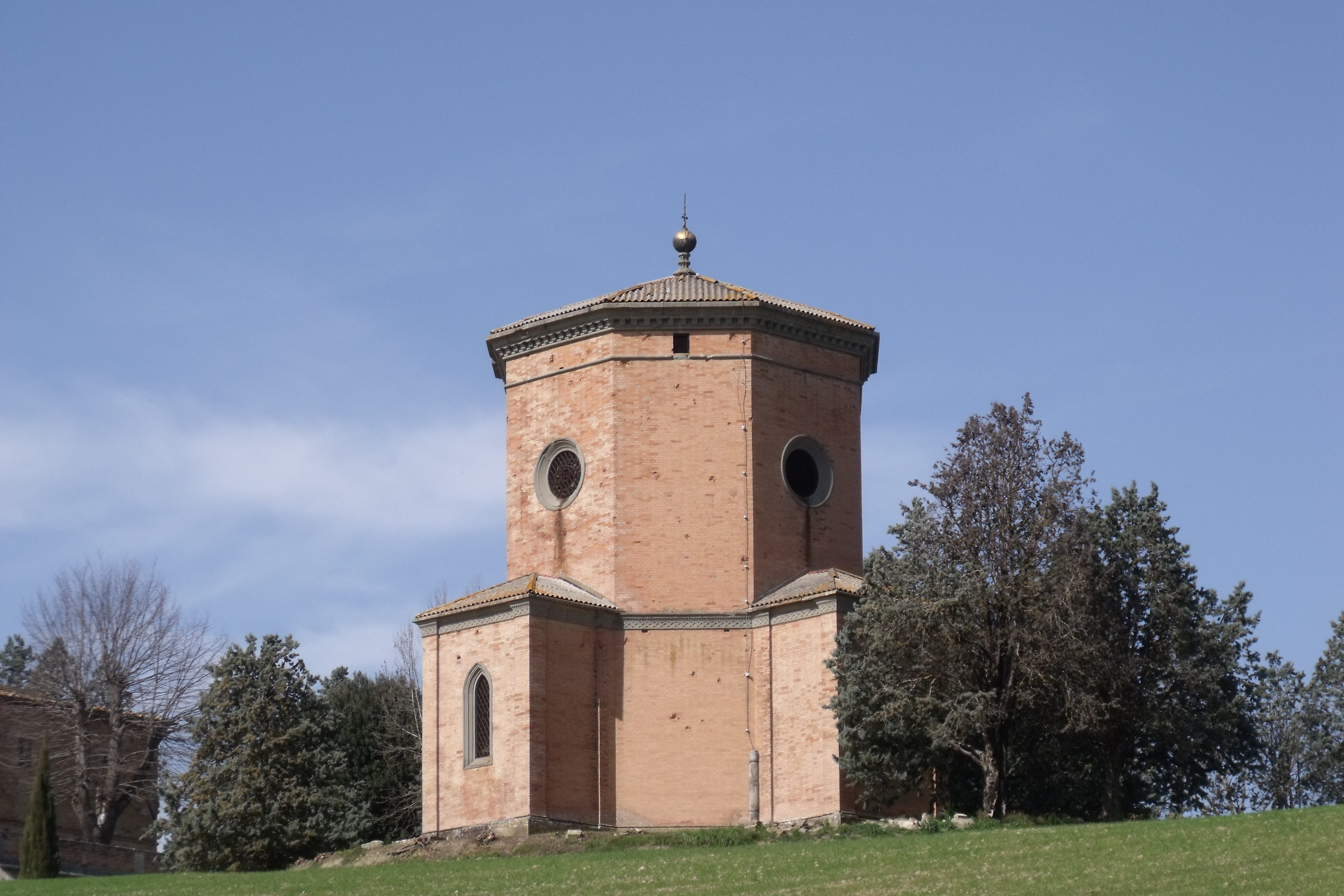
Die Cappella Pieri Nerli a Quinciano

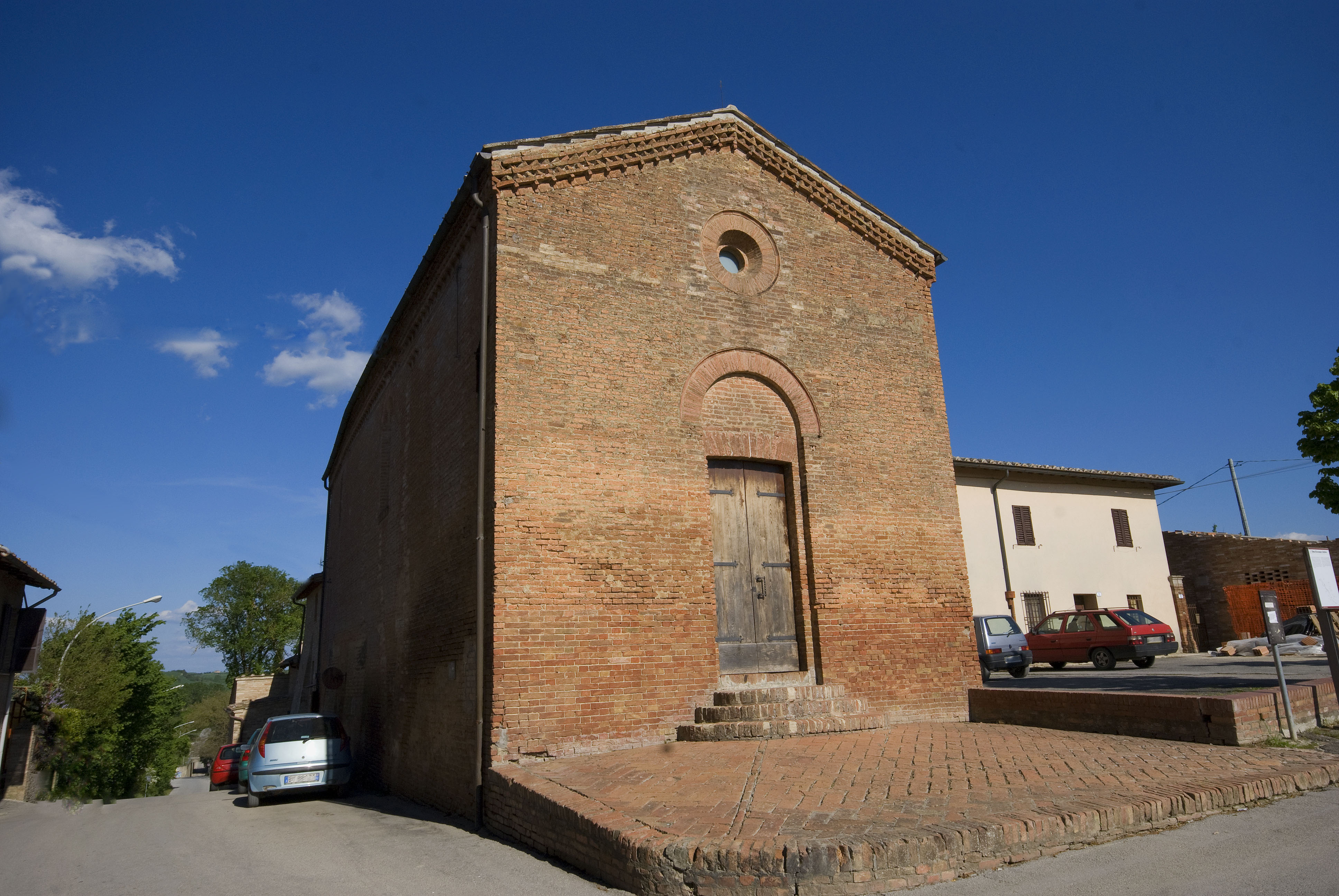
Kirche Chiesa dei Santi Giacomo e Cristoforo im Ortsteil Cuna

- Mulino ad acqua fortificato, befestigte Wassermühle im Ortskern aus dem 14. Jahrhundert, die zur Grancia di Cuna gehörte. Unterstand wie die Grancia di Cuna dem Hospital Santa Maria della Scala in Siena.[6]
- Pieve dei Santi Giusto e Donato, Pieve im Ortskern an der Hauptstrasse, die heute nicht mehr aktiv ist und deren Funktion in den 1970er Jahren durch einen Neubau hinter der Wassermühle ersetzt wurde.[7] Das Gebäude ist heute noch vorhanden.
- Grancia di Cuna, befestigter Hof im Ortsteil Cuna, bestand bereits 1152 als selbständiges Hospital an der Via Francigena und wurde 1295 durch den Rektor Ristoro Menghi für Santa Maria della Scala erworben. Von 1314 an wurde unter dem Rektor Giovanni di Tese dei Tolomei die Anlage erheblich erweitert.
- Chiesa dei Santi Giacomo e Cristoforo a Cuna, Kirche im Ortsteil Cuna, bereits vor 1314 entstanden und im gleichen Jahr neu errichtet. Die ältesten Fresken befinden sich in der Apsis und stammen aus dem frühern 14. Jahrhundert. Enthält Werke von Andrea di Bartolo (Storie di San Giacomo und Sant’Ansano e San Giacomo).[7]
- Castello di San Fabiano, im Ortsteil San Fabiano, bereits 1402 erwähntes Kastell.
- Chiesa di San Fabiano, im Ortsteil San Fabiano, bereits 867 erwähnte Kirche.[7]
- Pieve di San Giovanni Battista, Pieve im Ortsteil Lucignano d’Arbia.
- Chiesa di San Giacomo Apostolo, bereits 1303 erwähnte Kirche in Mugnano.[7]
- Castello di Radi, auch Radi in Creta[4] genannt, Kastell mit drei Türmen aus dem 13. Jahrhundert.
- Chiesa di San Pietro Apostolo, im 13. Jahrhundert errichtete Kirche in Radi, enthielt die Werke Madonna della Stella von Amos Cassioli (heute im Museo Cassioli in Asciano) und Matrimonio mistico di Santa Caterina d’Alessandria e i Santi Giacomo e Antonio abate, dem Maestro di Sant’Ivo zugeschrieben (heute im Museum von Buonconvento).[7]
- Chiesa di Sant’Albano a Quinciano, Kirche, enthielt die Werke Incoronazione della Vergine e Angeli von Sano di Pietro und Immacolata Concezione coi Santi Albano e Pietro von Rutilio Manetti aus dem Jahr 1608 (heute im Museum von Buonconvento).
- Cappella Pieri Nerli a Quinciano, von Giulio Rossi begonnene und von Giuseppe Partini 1861 fertiggestellte Kapelle, enthält Werke von Cesare Maccari (Quattro Evangelisti, Fresko) und Tito Sarrocchi (Desolazione consolata dalla Fede).
- Chiesa di Sant’Angelo, Kirchenruine in der Località Ponzano, entstand im 13. Jahrhundert.
- Chiesa di Santo Stefano, Kirche in Suvignano aus dem 13. Jahrhundert. War zuerst der Santa Lucia gewidmet, später dann von Francesco Piccolomini zu Santo Stefano umbenannt worden.[7]
- Villa di Sovignano, Gebäude aus dem 18. Jahrhundert in Sovignano nahe dem Ortsteil Lucignano d’Arbia, wurde wahrscheinlich von der Familie der Piccolomini errichtet.[8]
- Chiesa di Sant’Agostino alla Sorra, auch Sant'Agostino alla Tressa, Sant'Agostino a Tressa oder Sant'Agostinello genannt. Kirchenruine, die bereits 1081 erwähnt wurde, liegt zwischen Radi und Colle Malamerenda (Siena) und zwischen den Flüssen Sorra und Tressa.[9]
- Pieve di San Giovanni Battista, auch Pieve di Corsano genannt, bereits im 10. Jahrhundert bekannte Pieve kurz außerhalb des Ortsteils Ville di Corsano, die seit 1189 dem Johannes der Täufer geweiht ist. Im 13. Jahrhundert unterstanden elf Kirchen der Gegend dieser Pieve. Enthält die Werke Adorazione dei pastori und Annunciazione (beides Lünetten) von Alessandro Casolani.[7]
- Oratorio di Barottoli, Oratorium an der Grenze zwischen Murlo und Radi. Entstand 1620.[7]

## Verkehr
- Der Ort liegt an der Via Cassia und der Via Francigena.
- Monteroni d’Arbia hat die Haltepunkte Monteroni d’Arbia und Ponte a Tressa an der Bahnstrecke Siena–Grosseto.
- An den Haltestellen Cuna, Lucignano d’Arbia, Monteroni Sud und Ponte d’Arbia hält die Bahn heute nicht mehr.

## Städtepartnerschaft
- Le Crès, Frankreich